# Дмитриевско-Дуровская волость
Дмитриевско-Дуровская волость  — административно-территориальная единица Усманского уезда Тамбовской губернии с центром в селе Дмитриевское (Дурово).

## География
Волость расположена в восточной части Усманского уезда. Волостной центр  находился в 40 верстах от г. Усмани.

## История
Волость образована после реформы 1861 года.
Волостное управление на основании Общего положения о крестьянах 1861 года составляли:
1. Волостной сход;
2. Волостной старшина с волостным правлением;
3. Волостной крестьянский суд.

Волостные правления были ликвидированы постановлением Совнаркома РСФСР от 30 декабря 1917 года «Об органах местного самоуправления». Управление волости передавалось волостным съездам советов и волисполкомам.
Постановлением ВЦИК РСФСР от 4 января 1923 г. передан в состав Воронежской губернии.

## Населенные пункты
По состоянию на 1914 год состояла из  следующих населенных пунктов:
- село Отскочное,
- село Дмитриевско-Дурово
- д  Асташевка
- д. Александровка
- д. Кононовка
- д. Елизаветино
- д. 1-я Никольское
- д. 2-е Никольское
- д. 1-я Востряковка
- д. 2-я Востряковка
- д. Покровка
- д. Моисеевка

## Религия
Церковь Димитрия Солунского в Средняя Матрёнка (Губино).
Церковь каменная, теплая, построена в 1807 году на средства прихожан. Престол — во имя св. Димитрия мироточиваго. Приход открыт в 1805 году. К приходу относились деревни: Никольская (Колдуны, в 5 верстах), Елизаветино (Поздняковка, в 3½ верстах), Кононовка (Черные, в 2 верстах), Александровка (Пыльцовка, в 2 верстах) .
Церковь Казанской иконы Божией Матери в Отскочное (Востриково).
Церковь каменная, теплая, построена в 1826 г. на средства прихожан. Престол в честь Казанской иконы Божией Матери. В приходе пять деревень: Моисеевка (в трех верстах от церкви), Асташевка (в 4 верстах), Первая Востриковка (Воронина, в 2 верстах), Вторая Востриковка (Даниловка, Богоявленка, в 3 верстах от церкви) и Покровское (Романово, в одной версте от церкви). В селе существуют хутора: крестьянина Крылова (в одной версте), Сергеевой (в 3-х верстах), Липецкаго мещанина Жебаровскаго (в одной версте), П. Крылова (в 2-х верстах), Пашкова, Нижне-Матренских крестьян (в одной версте от храма).
Церковь Святителя Дмитрия Ростовского в с. Дмитриевско-Дурово. Церковь деревянная, холодная, построенная в 1868 году на средства прихожан. Престол — в честь святителя Дмитрия Ростовского. В приходе три деревни: Евгениевка (Натальино), Никольское 1-я (Албычева), Матрёнские выселки. Экономия липецкого купца Хренникова.

## Население
В 1890 - 2796.